# Blaptica dubia

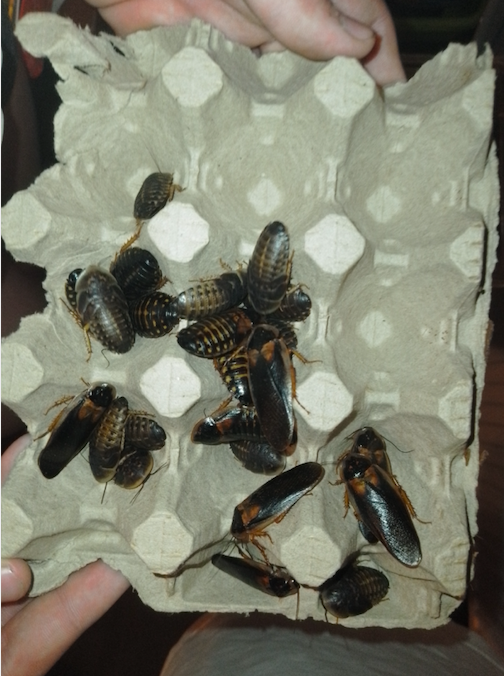
Колония домашних аргентинских тараканов

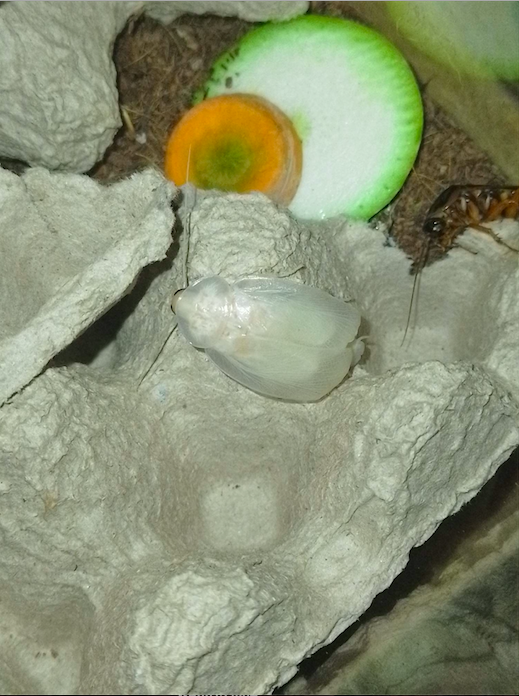
Свежеполинявший самец вида Blaptica dubia

Blaptica dubia, также называемый аргентинский древесный таракан или просто аргентинский таракан — вид тропических тараканов, эндемик Южной Америки. Выращивается искусственно по всему миру, в основном как корм для домашних питомцев: рептилий, земноводных и пауков.

## Описание

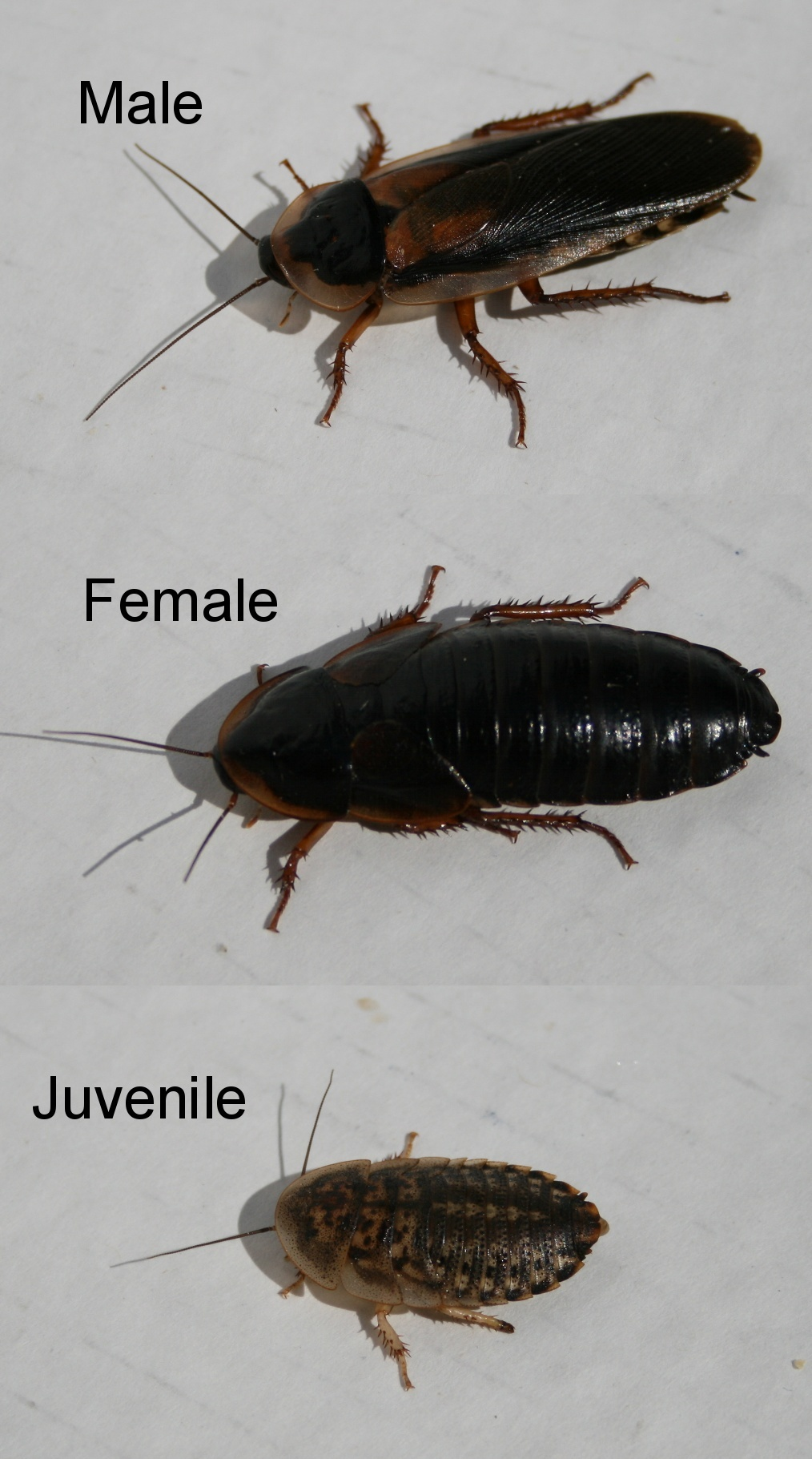
Аргентинский таракан (сверху вниз): взрослый самец, взрослая самка, личинка

### Имаго
Взрослые особи аргентинского таракана вырастают до размера 40-45 мм, имеют расцветки от темно-коричневой до чёрной, по-видимому на расцветку влияют диета и окружение. Проявляют выраженный половой диморфизм: самцы имеют развитые крылья в полную длину тела, в то время как крылья у самок короткие, около четверти длины тела. Ни самки, ни самцы не летают, но самцы могут пользоваться своими крыльями для уменьшения скорости падения с высоты.
Аргентинский таракан размножается через яйцеживорождение. Самки носят оотеку в себе, и нимфы вылупляются из яиц в теле самки. В одной оотеке может быть от 20 до 40 яиц.

### Нимфа
Личинки (нимфы) светло-серые, по мере роста и линьки темнеют. Сразу после линьки панцирь личинки мягкий и имеет молочно-белый цвет, через несколько дней твердеет и темнеет до обычной окраски.

## Распространение
Аргентинский таракан встречается в южной части Южной Америки: исследователи находили его в естественной среде обитания в Бразилии, Аргентине, Парагвае и Уругвае.
В качестве живого корма для рептилий, земноводных и пауков таракан выращивается искусственно и в неволе распространился по всему миру. Был назван одним из самых простых в разведении видов тараканов из-за неумения летать и неумения карабкаться по вертикальным гладким поверхностям как у личинок, так и у имаго. Искусственное выращивание и побеги из неволи привели к появлению диких колоний Blaptica dubia в Японии, из-за подходящих климатических условий.

### Юридические аспекты
Многие страны приняли меры к ограничению ввоза на свою территорию новых видов животных и ввели административную и уголовную ответственность за незаконный ввоз. В 2011 году гражданин США был арестован за попытку заказать онлайн несколько Blaptica dubia по сфальсифицированному разрешению на ввоз.

## Условия содержания и питание

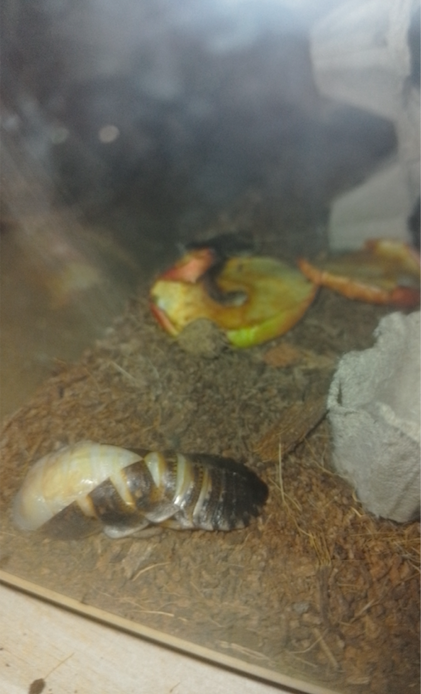
Свежеполинявшая самка вида Blaptica dubia

В естественной среде аргентинский таракан обитает на деревьях при круглогодичной температуре в диапазоне от 20 °C до 40 °C, заводчики считают идеальной температуры от 25 °C до 30 °C, так как при температурах 20 °C и ниже развитие личинок сильно замедляется и таракан перестаёт размножаться, а при постоянных температурах 35 °C и выше популяция быстро погибает. Недостаточная влажность затрудняет линьку, хотя в целом переносимость засушливых условий у аргентинского таракана довольно высокая. Недостаток влаги в воздухе может быть компенсирован влагосодержащими кормами, такими как морковь или цитрусовые.
При искусственном разведении заводчики предпочитают поддерживать в пространстве, где содержатся аргентинские тараканы, сравнительно невысокую влажность порядка 40 %-60 % и не пользуются искусственными увлажнителями, вместо этого предоставляя тараканам постоянный доступ к кормушке с влагосодержащим кормом: кожурой бананов, свёклой, морковью, апельсинами. Пространство где содержатся аргентинские тараканы должно быть хорошо вентилируемым и слабоосвещённым, либо позволять тараканам найти тёмные уголки. Несколько вертикально стоящих клеток из папье-маше для куриных яиц по-видимому решают эти задачи.
Аргентинский таракан предпочитает растительную пищу, но может питаться и белковой. Как правило заводчики используют две кормушки, сухую и влажную. В качестве сухого корма используют измельчённую смесь в которую могут входить гранулы корма на основе трав, например корм для цыплят или для кроликов, зерновые, например овсяные хлопья, отруби пищевых злаков и измельчённые бездрожжевые сухари. Влагосодержащий корм, например морковь, апельсин, кожура банана, предназначен для поддержания баланса влаги в организме тараканов, при постоянном наличии свежего влажного корма тараканы хорошо переносят влажность 40 %-60 %.

## Размножение
Аргентинский таракан как правило размножается через яйцеживорождение. В практическом исследовании яйца вылуплялись через 48-64 дня, при температуре 26 °C и чередовании освещения день-ночь по 12 часов. В одной оотеке может быть от 20 до 40 яиц, самки носят оотеку в себе, но могут сбросить её при стрессе. Как правило нимфы вылупляются из яиц в теле самки. В неволе имаго живут и могут размножаться около 2 лет, самки чуть дольше самцов. Идеальным для размножения заводчики считают соотношение 1 самец на 4-5 самок, при большем количестве самцов они могут конфликтовать и наносить друг другу увечья.

## Использование в качестве корма
Хозяева рептилий, земноводных и пауков используют аргентинского таракана в качестве живого корма для своих питомцев, покупая их у заводчиков или самостоятельно выращивая их в небольших количествах. К числу преимуществ разведения именно вида Blaptica dubia относится их неумение летать, неумение карабкаться по вертикальным гладким поверхностям, отсутствие шума (в отличие, например, от сверчков) и, при правильном содержании, отсутствие запахов.
Как и другие популярные кормовые тараканы, такие как Periplaneta lateralis или Gromphadorhina portentosa, аргентинский таракан является пищей с высоким содержанием белка и малым содержанием жиров. Перед скармливанием домашним питомцам тараканов часто посыпают пудрой из необходимых в рационе питомца веществ, в том числе карбоната кальция и витаминов. Заводчики рептилий и пауков также обращают внимание на содержимое кишечника кормовых тараканов, исключают из их рациона продукты, которые могут вызывать газообразование (бобовые, капусту, томаты), и включают минералы и микроэлементы в рацион тараканов за два-три дня до скармливания.